# Santa Bàrbara (Sitges)
Santa Bàrbara és una església neoclàssica de Sitges (Garraf) inclosa a l'Inventari del Patrimoni Arquitectònic de Catalunya.

## Descripció
Casa pairal aïllada. De planta baixa i un pis. Planta rectangular. Primer pis amb balcons de ferro. Decoració de la façana amb rajoles de diferents tipus .Coberta amb terrat a la catalana. Al costat de l'habitatge hi ha una capella particular però amb entrada pública.

## Història
Al segle xii ja es troben notícies de la existència de Santa Bàrbara. Durant els segles XV-XVI és habitatge d'estiu del bisbe de Barcelona.
Al segle xix es fan reformes i l'edifici queda tal com està actualment. El 1975 es treuen les rajoles que es trobaven a la paret de la casa. Les visites pastorals que es troben al Bisbat parlen d'aquesta capella.